# ブロマイド
ブロマイドは、臭化銀を用いた写真用印画紙、またはその印画紙に焼き付けた写真のこと。さらに、スター（「スタア」。人気の俳優、歌手、スポーツ選手など）のはがき大の肖像写真（ポートレート）のこと。

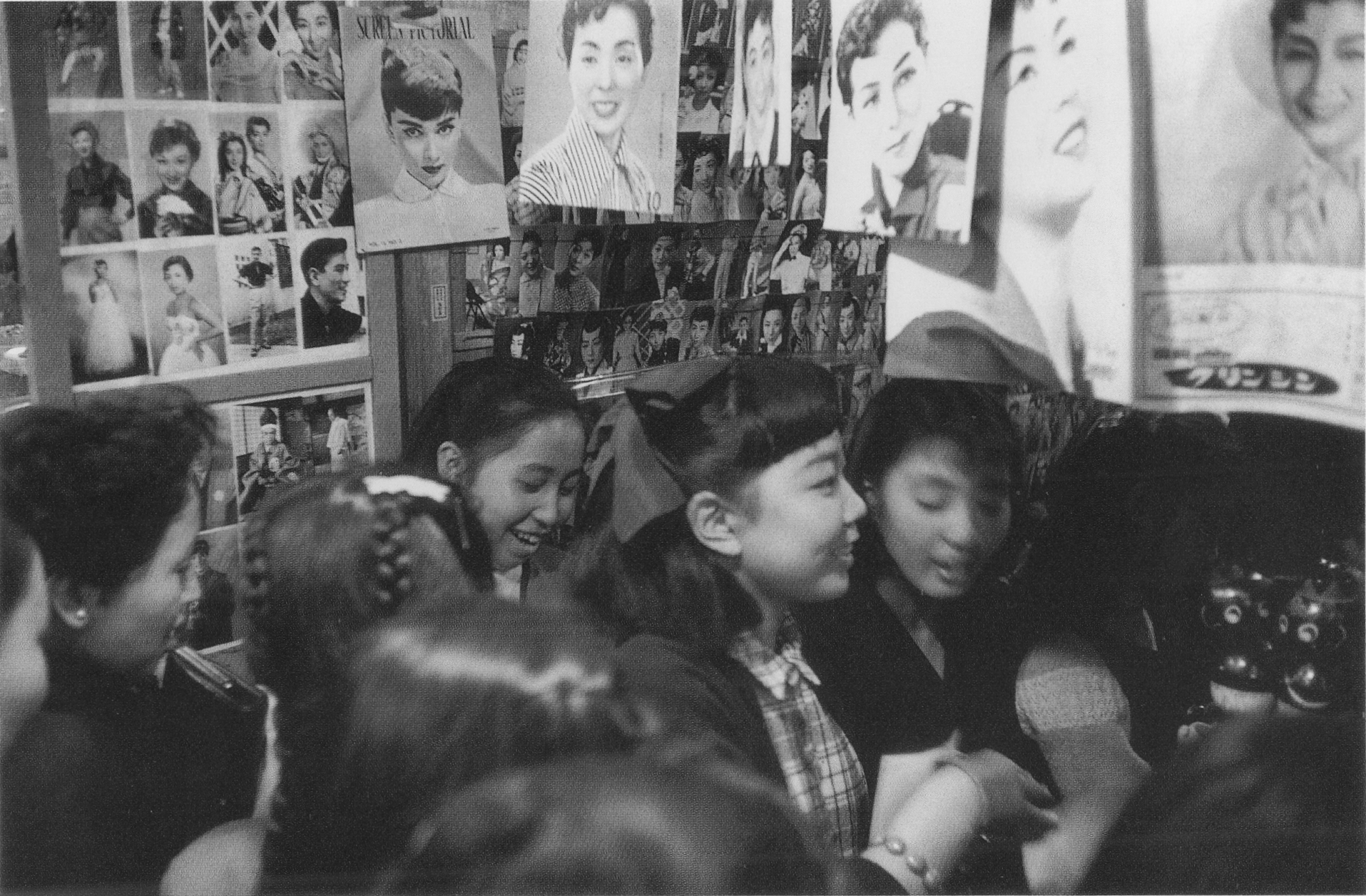
田沼武能「プロマイド屋」（1954年）

本来の英語の「Bromide」はあくまで臭化物を指す語だが、日本では「ブロマイド」がw:Bromide paper（臭化銀《シルバー・ブロマイド》を感光剤として用いた印画紙）を指す和製英語となり、さらに転じてその印画紙に焼き付けたスターの肖像写真も指すようになった。印画紙に焼き付けた肖像写真に限っては、独特の造語で「プロマイド」とも呼ばれる（つまり肖像写真に限っては、ぱぴぷぺぽ（半濁音）の「ぷ」で始まる呼びかたもある）（⇒#呼称について）。

## 概要・エピソード
日本では江戸時代には、（木版画の技術で制作された）「役者絵」「相撲絵」などといった浮世絵があり、人気歌舞伎俳優や力士の肖像として もてはやされた。明治以後、写真術が輸入されると、これは写真の肖像にとってかわられ、まずは手札型の力士・歌舞伎俳優の写真が販売され、これは当時は「ブロマイド」とは呼ばれなかったが、事後的にこれらも「ブロマイド」と呼ばれるようになった。
「プロマイド（Puromaido） 第1号」は日活の尾上松之助のもので、大正9年（1920年）に発売された。
大正10年（1921年）、松竹キネマが蒲田撮影所を設立したときに、当時の人気女優の栗島すみ子、川田芳子らの写真を街の写真屋が大量生産した。栗島すみ子のプロマイドは「一日に4千枚売れた」との記録が残っている。

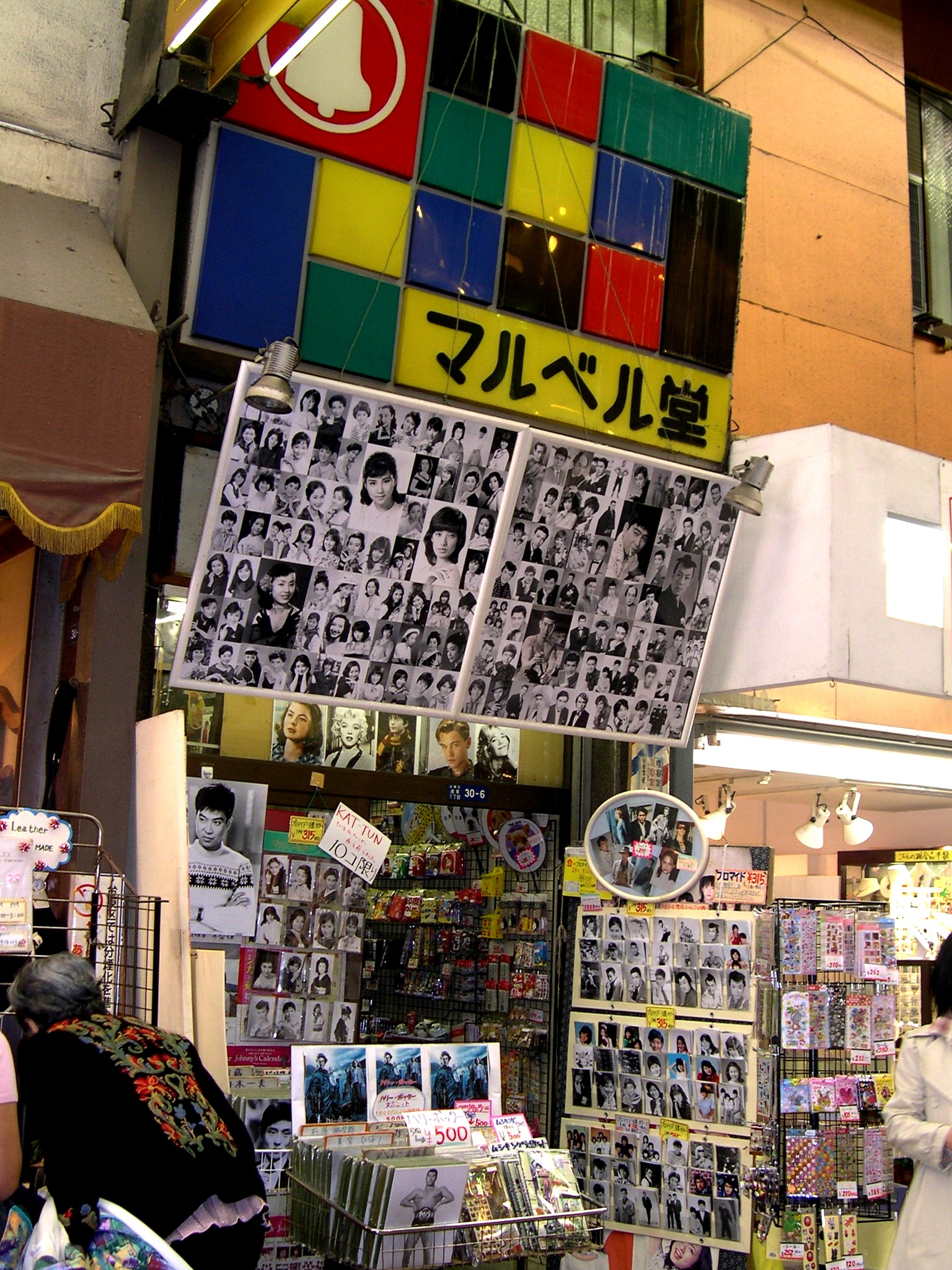
「プロマイド」の語を創出したプロマイドの老舗・マルベル堂（東京浅草）

これをコレクション商品（収集品）として世に広めたのが浅草の「マルベル堂」である。同社の発行したプロマイドの「時代劇スタア」で最も売れたのは林長二郎（長谷川一夫）で、『雪之丞変化』扮装のそれは、2年以上も売れ続けた。
戦前のファンたちの気質は「その人オンリー主義」だったそうで、マルベル堂の店頭に飾られた林長二郎のプロマイド写真が少しでも汚れているとそっとハンカチで拭いて行く、傷が入っていれば「取り替えておいてくださいね」と頬を染めて行く、といった女性ファンの姿があったという。マルベル堂では「プロマイドはファンのための写真」との意味から、すべて目線を正面に向けてもらい、若々しい顔に修正したものを使った。こうした要求を「スッと撮らせてくれた」のも長谷川だったという。
また、メンコサイズの小型のプロマイドは「豆プロ（Mamepuro）」と呼ばれ、一枚一銭で駄菓子屋で売られた。図柄の題材は封切り前後の時代劇活動写真で、男女スタアの肖像、劇中の名場面などがあしらわれていた。これらはトレーディングカード同様、1枚毎に紙袋に入っており、買って開けてみるまで中身が分からなかった。

## 呼称について
大辞泉では、『訛って プロマイドとも』と解説している。『日本大百科事典』は、日本でプロマイドと呼んでいるが、こうなったのは、大正末期に映画俳優の肖像写真を商品として売り出すとき、『印画紙そのままの名称「ブロマイド」ではおかしい』と考え、最初の音を変えた語を案出したからだと解説している。
マルベル堂では印画紙の原紙を「ブロマイド（Buromaido）」、それを写真にした製品を「プロマイド（Puromaido）」と呼んでいる。マルベル堂の斉藤午之助は、「たしかに、印画紙のあのサイズをブロマイド版とはいうが、ブロマイドはあくまで“加工品”。ブロマイド印画紙から生まれた“プロマイド”（Puromado）と呼んでほしいものだ」と語っている。広辞苑やNHKの放送用語などには、俳優等の肖像写真を指す語について、ブロマイドと修正されて収録されている。このため、映画やテレビタレントのスター写真を指す語として「プロマイド」と「ブロマイド」の双方が用いられるようになった。

## 月間売上実績の公表
1945年から1990年までは、毎月集計した「男性俳優」、「女性俳優」、「男性歌手」、「女性歌手」の各部門別・売上実績（順位）を公表していた。なお売上第1位獲得の月数の最多記録は、男性では西城秀樹の46回で、女性では岡崎友紀の46回となっている。
- 参考：1964年2月[8]
  - 男性俳優：浜田光夫、赤木圭一郎、石原裕次郎、高橋英樹、大川橋蔵、大瀬康一、山内賢、里見浩太郎、小林旭、北大路欣也
  - 女性俳優：吉永小百合、本間千代子、松原智恵子、姿美千子、和泉雅子、倍賞千恵子、星由里子、榊ひろみ、芦川いづみ、高田美和
  - 男性歌手：舟木一夫、三田明、橋幸夫、ジャニーズ、スリーファンキーズ、高木たかし、守屋浩、クールキャッツ、坂本九、シャープホークス
  - 女性歌手：三沢あけみ、弘田三枝子、畠山みどり、梓みちよ、高石かつ枝、園まり、こまどり姉妹、五月みどり、美空ひばり、ザ・ピーナッツ

## 年代別プロマイド（ブロマイド）売上ベスト10

### 1921年 - 1940年
- 1921年（大正10年） - 1930年（昭和5年）[9]
  - 林長二郎、栗島すみ子、嵐寛寿郎、岡田嘉子、阪東妻三郎、岡田時彦、夏川静江、片岡千恵蔵、市川右太衛門
- 1931年（昭和6年） - 1935年（昭和10年）[9]
  - 田中絹代、高田浩吉、水谷八重子 (初代)、山田五十鈴、田谷力三、入江たか子、坂東好太郎、川崎弘子、小桜葉子、花井蘭子
- 1936年（昭和11年） - 1940年（昭和15年）[9]
  - 原節子、桑野通子、近衛十四郎、佐分利信、霧立のぼる、水戸光子、水島道太郎、轟夕起子、宮城千賀子、高山広子

### 1941年 - 1960年
- 1941年（昭和16年） - 1948年（昭和23年）[9]
  - 李香蘭、高峰秀子、佐野周二、小畑実、灰田勝彦、上原謙、木暮実千代、月丘夢路、ディック・ミネ、笠置シヅ子
- 1949年（昭和24年） - 1955年（昭和30年）[9]
  - 美空ひばり、中村錦之助、大川橋蔵、東千代之介、佐田啓二、岸惠子、津島恵子、淡路恵子、鶴田浩二、高橋貞二
- 1956年（昭和31年） - 1960年（昭和35年）[9][10]
  - 石原裕次郎、津川雅彦、市川雷蔵、有馬稲子、江利チエミ、雪村いづみ、宝田明、小林旭、赤木圭一郎、吉永小百合

### 1961年 - 1969年
- 1961年（昭和36年） - 1963年（昭和38年）[9][11]
  - 加山雄三、田宮二郎、星由里子、松方弘樹、岩下志麻、高橋英樹、本間千代子、スリーファンキーズ、和泉雅子、舟木一夫
- 1964年（昭和39年）
  - 舟木一夫、西郷輝彦、ジャニーズ、橋幸夫、三田明
  - 吉永小百合、本間千代子、九重佑三子、美空ひばり、高田美和
- 1965年（昭和40年）
  - 高倉健、竹脇無我、田村正和、倉丘伸太郎、長谷川明男
  - 山本陽子、高石かつ枝、松本めぐみ
- 1966年（昭和41年）
  - 梶光夫、石坂浩二、杉良太郎、西郷輝彦、渡哲也
  - 大原麗子、柏木由紀子、由美かおる、日野てる子、梶芽衣子
- 1967年（昭和42年）
  - 舟木一夫、三田明、高倉健、赤木圭一郎、石原裕次郎
  - 黛ジュン、園まり、松原智恵子、由美かおる、酒井和歌子
- 1968年（昭和43年）
  - 舟木一夫、ザ・テンプターズ、高倉健、赤木圭一郎、ザ・タイガース
  - 吉永小百合、中村晃子、黛ジュン、酒井和歌子、松原智恵子
- 1969年（昭和44年）
  - 千葉真一、ジ・オックス、フォーリーブス、ザ・テンプターズ、ザ・タイガース
  - 吉永小百合、小川知子、黛ジュン、酒井和歌子、松原智恵子

### 1970年代
- 1970年（昭和45年）
  - 千葉真一、にしきのあきら、フォーリーブス、森田健作、ジューク・ボックス
  - 岡崎友紀、吉沢京子、いしだあゆみ、安倍律子、小川知子
- 1971年（昭和46年）
  - 森田健作、フォーリーブス、にしきのあきら、野村真樹、仲雅美
  - 南沙織、岡崎友紀、五十嵐じゅん、吉沢京子、ゴールデン・ハーフ
- 1972年（昭和47年）[12]
  - 森田健作、フォーリーブス、野口五郎、にしきのあきら、沖雅也、石橋正次、本郷直樹、沢田研二、郷ひろみ、五木ひろし
  - 南沙織、五十嵐じゅん、天地真理、岡崎友紀、小柳ルミ子、吉沢京子、ゴールデン・ハーフ、いしだあゆみ、紀比呂子、中野良子
- 1973年（昭和48年）[13]
  - 郷ひろみ、西城秀樹、フォーリーブス、森田健作、野口五郎、三善英史、石橋正次、沢田研二、にしきのあきら、水谷豊
  - 天地真理、岡崎友紀、栗田ひろみ、榊原るみ、森昌子、麻丘めぐみ、南沙織、桜田淳子、浅田美代子、山本リンダ
- 1974年（昭和49年）[14]
  - 森田健作、郷ひろみ、西城秀樹、フィンガー5、三浦友和、野口五郎、フォーリーブス、草刈正雄、小野寺昭、あいざき進也
  - アグネス・チャン、山口百恵、桜田淳子、浅田美代子、岡崎友紀、キャンディーズ、麻丘めぐみ、島田陽子、坂口良子、森昌子
- 1975年（昭和50年）[15]
  - 西城秀樹、ずうとるび、郷ひろみ、ジャニーズJr.、豊川誕、フィンガー5、野口五郎、あいざき進也、佐藤佑介、アンデルセン
  - 桜田淳子、山口百恵、キャンディーズ、アグネス・チャン、木之内みどり、岡崎友紀、林寛子、森昌子、片平なぎさ、志穂美悦子
- 1976年（昭和51年）[16]
  - 西城秀樹、豊川誕、草川祐馬、郷ひろみ、ずうとるび、あいざき進也、JJS、加納竜、三浦友和、倉田保昭
  - 山口百恵、桜田淳子、岡田奈々、キャンディーズ、岩崎宏美、片平なぎさ、林寛子、志穂美悦子、森昌子、伊藤咲子
- 1977年（昭和52年）
  - 郷ひろみ、西城秀樹、草刈正雄、三浦友和、新沼謙治
  - 志穂美悦子、ピンク・レディー、山口百恵、桜田淳子、岡田奈々
- 1978年（昭和53年）[17]
  - 川崎麻世、宮内淳、三浦友和、西城秀樹、郷ひろみ、国広富之、太川陽介、清水健太郎、沢田研二、水谷豊
  - ピンク・レディー、大場久美子、榊原郁恵、山口百恵、香坂みゆき、桜田淳子、志穂美悦子、木之内みどり、岩崎宏美、岡田奈々
- 1979年（昭和54年）[18]
  - 川崎麻世、井上純一、西城秀樹、水谷豊、渋谷哲平、郷ひろみ、沢田研二、国広富之、宮内淳、三浦友和
  - 大場久美子、榊原郁恵、石野真子、山口百恵、ピンク・レディー、香坂みゆき、相本久美子、薬師丸ひろ子、石川ひとみ、斉藤とも子

### 1980年代
- 1980年（昭和55年）[19]
  - 近藤真彦、田原俊彦、川崎麻世、野村義男、西城秀樹、渋谷哲平、郷ひろみ、田中浩二、井上純一、沢田研二
  - 松田聖子、藤谷美和子、三原順子、薬師丸ひろ子、大場久美子、石野真子、榊原郁恵、倉田まり子、山口百恵、石川優子
- 1981年（昭和56年）[20]
  - 近藤真彦、田原俊彦、ジャPAニーズ、真田広之、野村義男、西城秀樹、ひかる一平、堤大二郎、渋谷哲平、郷ひろみ
  - 松田聖子、薬師丸ひろ子、藤谷美和子、河合奈保子、柏原よしえ、甲斐智枝美、三原順子、伊藤つかさ、上田美恵、榊原郁恵
- 1982年（昭和57年）[21][注 1]
  - 田原俊彦、近藤真彦、本木雅弘、竹本孝之、真田広之、新田純一、堤大二郎、本田恭章、薬丸裕英、沖田浩之
  - 薬師丸ひろ子、河合奈保子、伊藤つかさ、松本伊代、堀ちえみ、松田聖子、中森明菜、三田寛子、武田久美子、パンジー
- 1983年（昭和58年）[22]
  - 近藤真彦、田原俊彦、本木雅弘、薬丸裕英、布川敏和、竹本孝之、本田恭章、チェッカーズ、新田純一、羽賀研二
  - 中森明菜、薬師丸ひろ子、伊藤つかさ、石川秀美、武田久美子、堀ちえみ、河合奈保子、北原佐和子、森尾由実、伊藤麻衣子
- 1984年（昭和59年）[23]
  - チェッカーズ、羽賀研二、真田広之、三田村邦彦、高木淳也、山本陽一、麻見和也、松村雄基、竹本孝之、本田泰章
  - 菊池桃子、原田知世、森尾由美、中森明菜、クラッシュギャルズ、岡田有希子、薬師丸ひろ子、伊藤麻衣子、高橋真美、宇沙美ゆかり
- 1985年（昭和60年）[24]
  - チェッカーズ、松村雄基、JACブラザーズ、真田広之、逸見政孝、SALLY、C-C-B、リフラフ、三田村邦彦、高野浩和
  - クラッシュギャルズ、岡田有希子、伊藤麻衣子、本田美奈子、斉藤由貴、伊藤かずえ、松本典子、原田知世、岡本舞子、伊藤つかさ
- 1986年（昭和61年）[25]
  - 少年隊、男闘呼組、チェッカーズ、松村雄基、真田広之、C-C-B、逸見政孝、三田村邦彦、角田英介、JR3
  - 本田美奈子、南野陽子、斉藤由貴、浅香唯、クラッシュギャルズ、杉浦幸、薬師丸ひろ子、伊藤かずえ、岡田有希子、松本典子
- 1987年（昭和62年）
  - 少年隊、チェッカーズ、男闘呼組、松村雄基、真田広之
  - 中山美穂、浅香唯、南野陽子、酒井法子、斉藤由貴
- 1988年（昭和63年）[26]
  - 男闘呼組、チェッカーズ、イーグルス、少年隊、石原裕次郎、柴田恭兵、錦織一清、植草克秀、高倉健、東山紀之
  - 南野陽子、酒井法子、中山美穂、浅香唯、工藤静香、立花理佐、西田ひかる、岡田有希子、後藤久美子、森川由加里

### 平成
- 1989年（平成元年） - 1992年（平成4年）
  - SMAP、宮沢りえ、小泉今日子、西田ひかる、松田優作、仲村トオル、岩井由紀子、渡辺美奈代、木村一八、観月ありさ
- 1993年（平成5年） - 1996年（平成8年）
  - 安室奈美恵、反町隆史、竹野内豊、安達祐実、飯島直子、内田有紀、藤原紀香、MAX、GLAY、L'Arc〜en〜Ciel
- 1997年（平成9年） - 1999年（平成11年）
  - SPEED、広末涼子、KinKi Kids、ジャニーズJr.、金城武、深田恭子、DA PUMP、モーニング娘。、奥菜恵、遠藤久美子